# Conde de Loulé

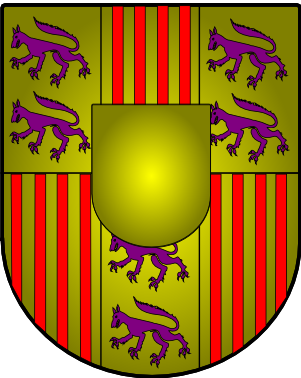
Armas de D. Henrique de Meneses, 1.º Conde de Loulé (Vila-lobos e Limas com Meneses sobre o todo).

Conde de Loulé foi um título nobiliárquico atribuído a D. Henrique de Meneses por carta de D. Afonso V de Portugal datada de 12 Novembro de 1471.
Henrique de Meneses era filho de D. Duarte de Meneses, 3.º Conde de Viana (do Alentejo) e, por isso, neto de D. Pedro de Meneses, fundador da Casa de Vila Real.
A atribuição deste novo título teve por base um acordo em que D. Henrique receberia o Condado de Loulé em troca da devolução à coroa do Condado de Valença.

## Lista dos Condes de Loulé (1471)
1. Henrique de Meneses, era também 1.º Conde de Valença, 3.º Conde de Viana (da Foz do Lima) e 4.º Conde de Viana (do Alentejo);
2. Beatriz de Meneses, filha do anterior, casada com Francisco Coutinho, 4.º Conde de Marialva;
3. Guiomar Coutinho, filha dos anteriores, foi também 5.ª Condessa de Marialva. Casou com o Infante D. Fernando, Duque da Guarda